# بخش سیلور کریک (شهرستان گرین، اوهایو)
بخش سیلور کریک (به انگلیسی: Silvercreek Township) یک منطقهٔ مسکونی در ایالات متحده آمریکا است که در شهرستان گرین، اوهایو واقع شده‌است.
 بخش سیلور کریک ۶۸٫۵ کیلومتر مربع مساحت و ۳٬۷۳۸ نفر جمعیت دارد و ۳۲۳ متر بالاتر از سطح دریا واقع شده‌است.